# Municipio de Sheffield (Pensilvania)
El municipio de Sheffield (en inglés: Sheffield Township) es un municipio ubicado en el condado de Warren en el estado estadounidense de Pensilvania. En el año 2000 tenía una población de 2,346 habitantes y una densidad poblacional de 15 personas por km².

## Geografía
El municipio de Sheffield se encuentra ubicado en las coordenadas 41°37′29″N 79°58′59″O / 41.62472, -79.98306.

## Demografía
Según la Oficina del Censo en 2000 los ingresos medios por hogar en la localidad eran de $35,400 y los ingresos medios por familia eran $42,500. Los hombres tenían unos ingresos medios de $33,295 frente a los $19,536 para las mujeres. La renta per cápita para la localidad era de $16,423. Alrededor del 11,3% de la población estaban por debajo del umbral de pobreza.